# Woman in Me
«Woman in Me» —en español: «Una Mujer en Mi» — es una canción interpretada por la cantante estadounidense Jessica Simpson, perteneciente su álbum de estudio debut "Sweet Kisses". La canción fue escrita por M. Beckman y A Bagge. Producida por Robbie Nevil. El tema fue grabado con la colaboración de grupo femenino de R&B, Destiny's Child.

## Composición
"Woman in Me" es una canción con influencia de R&B. Líricamente, la canción se refiere a "mujer que quiere ser Simpson", y cada vez mayor a amarse a sí misma exactamente quién es.

## Canciones
- CD

1. «I Wanna Love You Forever» -  4:20
2. «Woman in Me» feat. Destiny's Child  - 4:34

## Créditos
Recording locations
- Recording & Vocal recording – California.

Personnel